# هراکلئوپولیس
هراکلئوپولیس یا هراکلئوپولیس ماگنا (به یونانی باستان: Ἡρακλεόπολις) مرکز و پایتخت ۲۰امین نوم مصر باستان به نام "خانهٔ کودک پادشاهی" بوده است. نام این شهر بعدها تغییر یافت و در زبان‌های قبطی و عربی به صورت إهناسیا درآمد.

## تاریخچه
این شهر در دوره دودمان‌های نهم و دهم پایتخت مصر سفلی بوده. این دو دودمان در دوره نخست میانی فرمانروایی می‌کردند. پس از یکپارچگی دوبارهٔ مصر علیا و سفلی، از اهمیت این شهر آهسته آهسته کم شد تا جایی که امروزه ویرانه‌های آن از جذابیت‌های گردشگری هستند. این شهر در جنوب استان فیوم و در نزدیکی شهر امروزین بحر یوسف قرار دارد.
هراکلئوپولیس میان سال‌های ۲۱۸۵ تا ۲۰۶۰ پیش از میلاد مسیح (تقریبی) پایتخت مصر بود. پیش از آن، شهر ممفیس پایتخت بود و پس از نابودی دوره نخست میانی جای خود را به تبس داد.

## نگارخانه

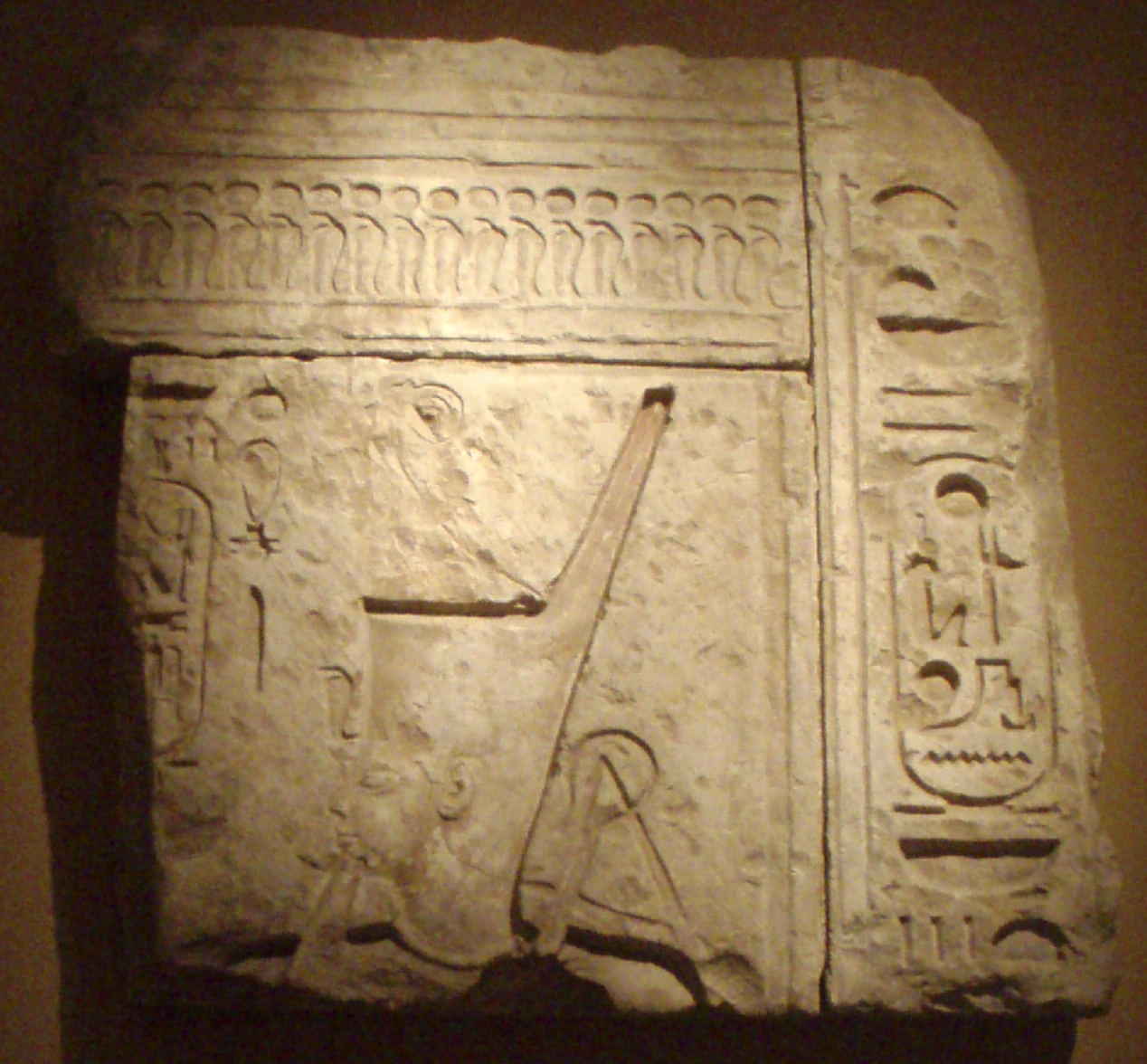
تصویری از رامسس دوم در حالی که تاج سرخ مصر سفلی را بر سر دارد. این سنگ‌نگاره در هراکلئوپولیس پیدا شده و اکنون در موزه بروکلین در نیویورک است
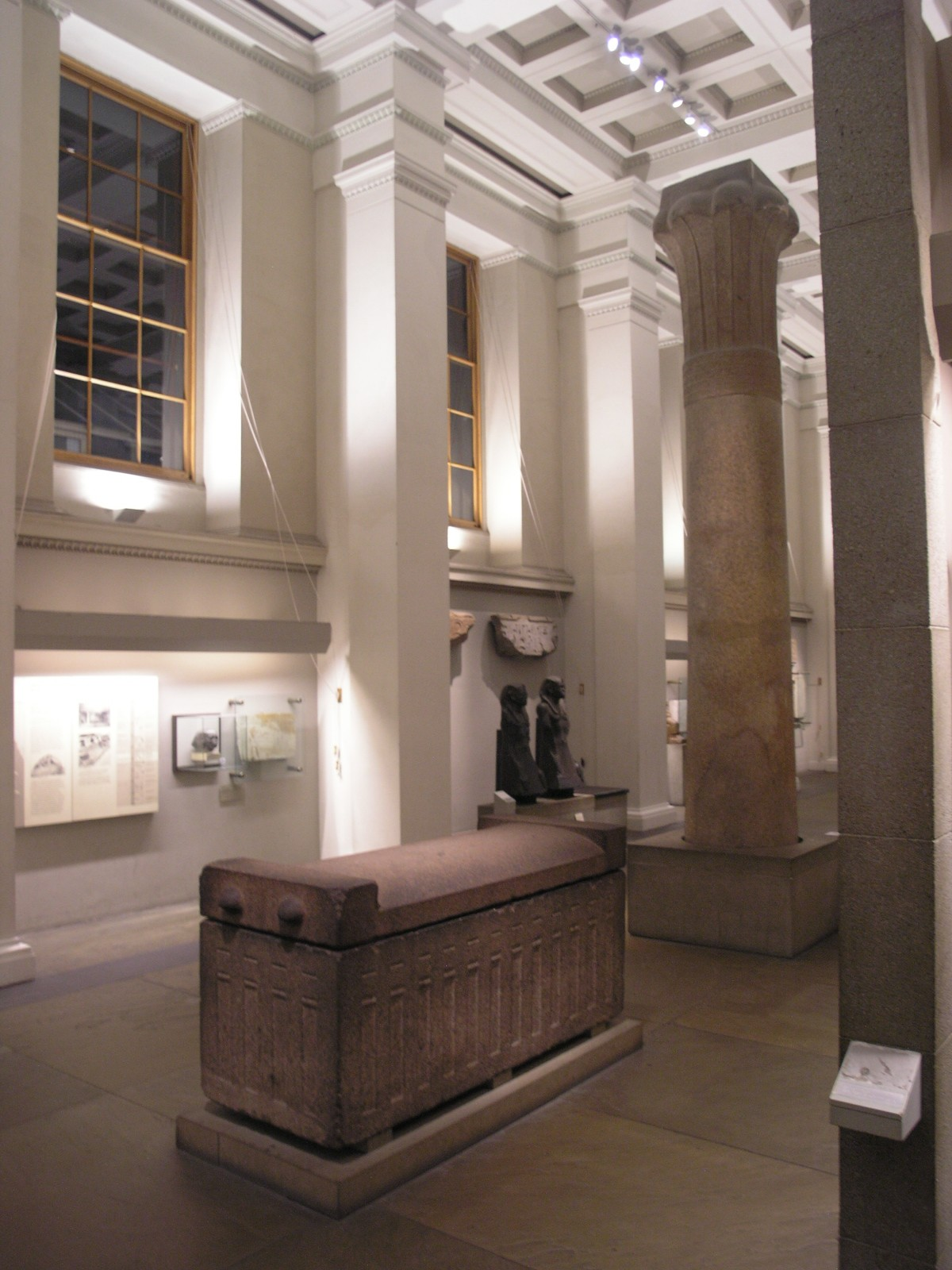
ستونی از هراکلئوپولیس که در موزه بریتانیا به نمایش گذاشته شده